# Oficina Integral de les Nacions Unides a Sierra Leone
L'Oficina Integral de les Nacions Unides a Sierra Leone (UNIOSIL) va ser creada mitjançant la Resolució 1620 del Consell de Seguretat de les Nacions Unides 2005 per iniciar les seves operacions el 2006 com a seguiment de la Missió de les Nacions Unides a Sierra Leone (UNAMSIL) que va ajudar a finalitzar la Guerra Civil de Sierra Leone.
Va ser ampliada dues vegades i finalitzada el 30 de setembre de 2008; va ser reemplaçada per l'Oficina de les Nacions Unides per a la Consolidació de la Pau a Sierra Leone (UNIPSIL) establerta a la Resolució 1829 del Consell de Seguretat de les Nacions Unides (2008).